# Rodé Iván
Rodé Iván (Budapest, 1910. február 24. – Budapest, 1989. július 13.) magyar orvos, rákkutató, radiológus, egyetemi tanár, az orvostudományok kandidátusa (1952), az orvostudományok doktora (1957).

## Életpályája
Rodé János (1885–1928) jogász, kormányfőtanácsos és Vondra Ilona (1883–1964) fiaként született. 
Középiskolai tanulmányait a Budapesti VIII. kerületi Magyar Királyi Állami Zrínyi Miklós Reálgimnáziumban végezte. 1928 és 1934 között a budapesti Pázmány Péter Tudományegyetem Orvostudományi Karának hallgatója volt.
1931–1934 között a Kórbonctani Intézetben dolgozott. 1934. szeptember 22-én doktorrá avatták. Pályáját belgyógyászként kezdte (1934), majd a sugárterápia felé fordult. 1936-tól a Bakáts téri Eötvös Loránd Rádium és Röntgen Intézet munkatársa volt, majd az Országos Onkológiai Intézet (1952) és az Orvostovábbképző Intézet sugárterápiával foglalkozó részlegeinek vezetője volt. 1948-ban az Eötvös Loránd Tudományegyetem magántanára lett. 1958-ban elindította Magyarországon az első kobaltkészüléket. 1968–1972 között az Országos Onkológiai Intézet helyettes igazgatója volt. 1970-ben installálta körkörös gyorsítóval az ultrafeszültségű sugárkezelést. 1980-ban nyugalomba vonult.
Nevéhez fűződik az első magyar onkoradiológiai tanszék (1970) és az ilyen irányú szakképesítés megszervezése. Több angol és német nyelven megírt monográfia, tankönyv és tudományos tanulmány fűződik nevéhez; könyvei közül ma is sok forrásértékű.
Sírja az Óbudai temetőben látogatható (17/2-I-28).

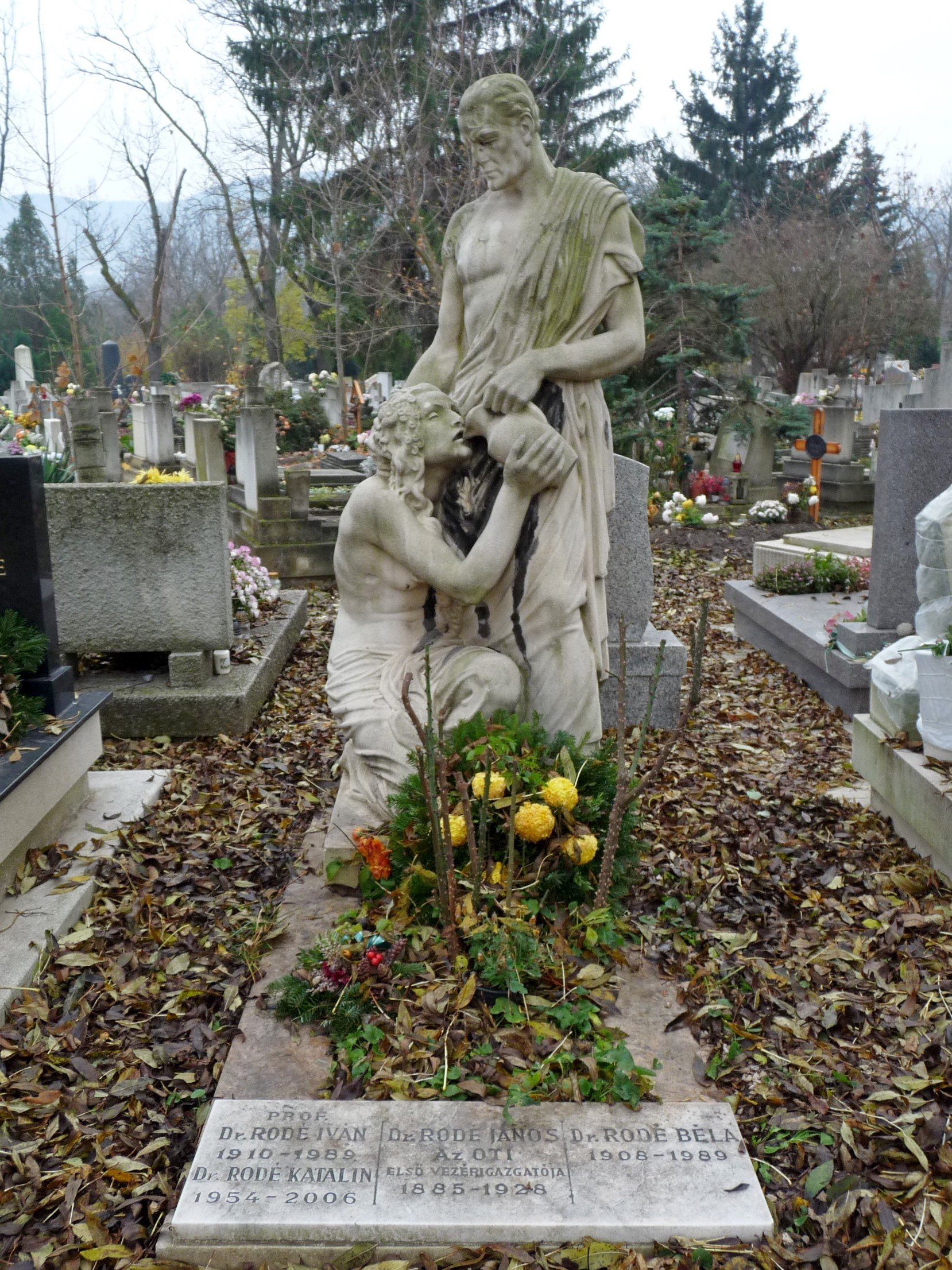
Síremléke az Óbudai temetőben (17/2-I-28)

## Művei
- A rádiumtherápia alapelvei (Budapest, 1948)
- A rák sugárterápiája (Budapest, 1952)
- Általános sugárterápia, nem daganatos és daganatos betegségek sugárkezelése (Budapest, 1962)
- Die klinischen und strahlenbiologishcne Wigenschaften des Melanoblastoms (Budapest, 1962)
- General Radiation Therapy (1966)
- Clinical and Radiobiological Properties of the Melanoblastoma (1967)
- A konvenciós sugárterápia indikációs területe a rosszindulatú daganatok kezelésében (Budapest, 1976)
- Őszinte szavak a rákról (Budapest, 1977)
- Klinikai onkoradiológia (Budapest, 1984)